# Как верёвочка ни вьётся...
Как верёвочка ни вьётся... е съветски късометражен филм от 1961 г., режисиран от Хърбърт Рапапорт и Леонид Биков.

## Сюжет
Кино фейлетон за "артелските" мошеници от регионален мащаб.
В универсалния магазин няма въже за продажба. Няма го и в местния магазин. Местните жители по някакъв начин успяват да се справят без този предмет, който е необходим в домакинството. И в този момент показателите за производство на въжета в региона са преизпълнени. Въжетата в областния център се произвеждат от две артели: артелът „Дебело въже“ усуква едно дебело въже от три, а артелът „Тънко въже“, разплитайки дебело въже, прави три тънки - районният магазин действа като посредник между тях, чрез счетоводството на който по банков път въжетата се продават от артелския приятел. В края на филма глас зад кадър, разказващ историята, се обръща към районния прокурор с молба да провери дейността на артелите.

## Актьорски състав
- Николай Трофимов - директор на магазин / Иван Иванович / Павел Павлович
- Леонид Биков - дядо с крава
- Михаил Василиев - продавач в смесен магазин
- Лев Степанов - манекен
- Зоя Александрова - клиент

Текстът зад кулисите се чете от Зиновий Гердт.

## Про филм
Режисьорският дебют на Леонид Биков, режисиран съвместно с Хърбърт Рапапорт.
Леонид Биков, вече известен актьор, напуска Москва за Ленинград през 1959 г. и влиза в Ленфилм, преминавайки от актьорство към снимане. Трябва да се отбележи, че след като стана режисьор, Леонид Биков, в бъдеще известен като режисьор на драматични филми за войната, за първи път постави комедии: той дебютира с филма „Как въжето не се усуква ...“ , през 1963 г. снима няколко истории за филмовото списание „Фитил“, а през 1964 г. филма „Зайче“, а шест години по-късно „Къде сте, рицари?“.